# Conilon Futebol Clube de Jaguaré
Conilon Futebol Clube de Jaguaré é um clube de futebol da cidade de Jaguaré, estado do Espírito Santo. Foi fundado inicialmente como Botafogo Futebol Clube de Jaguaré. Seu nome, escudo e uniformes foram inspirados no Botafogo do Rio de Janeiro, o qual foi mudado posteriormente para Conilon.

## História
O Botafogo de Jaguaré foi fundado no ano de 1958.[carece de fontes?] O clube chegou a disputar a Segunda Divisão do Campeonato Capixaba de 1993 a 1997. Após ficar um longo período distante das competições profissionais, em 2011, o Botafogo retornou a disputar a Segundinha e acabou sagrando-se campeão. Na final, o clube derrotou no jogo de volta o Real Noroeste por 5 a 0 no Estádio Conilon, garantindo acesso à Primeira Divisão
Ainda sob o branco e preto do Botafogo, o clube chegou a participar da Copa Espírito Santo de 2011. Com o fim da competição, em uma manobra para tentar minimizar a rivalidade política no futebol local, o clube trocou de nome e passou a se chamar Conilon Futebol Clube. A cores do time também mudaram. O alvinegro deu lugar ao tricolor verde, vermelho e branco. Com o novo nome, o time jaguareense chegou por duas vezes consecutivas (2012 e 2013) entre os quatro melhores times do Capixabão. Em 2012, inclusive, o Conilon foi vice-campeão ao ser derrotado pelo Aracruz, nas finais.
No Capixabão de 2014, após ser abandonado por empresários e sem o apoio da Prefeitura de Jaguaré, o Conilon decidiu deixar a competição a sete rodadas do fim da primeira fase sendo rebaixado à Série B.

## Títulos
| ESTADUAIS               | ESTADUAIS                     | ESTADUAIS | ESTADUAIS  |
|                         | Competição                    | Títulos   | Temporadas |
| ----------------------- | ----------------------------- | --------- | ---------- |
| Espírito Santo (estado) | Campeonato Capixaba - Série B | 1         | 2011*      |

* Títulos conquistados como Botafogo Futebol Clube de Jaguaré.

## Campanhas de destaque
- Vice-campeão Capixaba - Série A: 2012

## Escudos
- Primeiro escudo adotado como Botafogo Futebol Clube de Jaguaré.